# 马亨德拉·乔杜里
马亨德拉·乔杜里（英語：Mahendra Chaudhry；1942年2月9日—），斐济政治家，曾於1999年5月19日—2000年5月27日担任斐济总理。他是斐济第一位印度裔總理，最終於2000年被政變推翻。